# Sveta Uršula
Sveta Uršula, devica, mučenka, svetnica, živela naj bi v 4. stoletju, † Köln (umorjena).
O njenem življenju ni zgodovinskih podatkov. Vir podatkov je le legenda, po kateri je zaradi predanosti krščanstvu umrla skupaj z 11.000 spremljevalkami. Skrivnostna zgodba je burila domišljijo ljudi. V desetem stoletju so legendo zapisali.

## Legenda
Uršula naj bi bila angleška princesa. Čeprav se je zaobljubila devištvu, je oče od nje zahteval, da se poroči s poganskim kraljevičem, ki je imel svojo posest v Bretaniji. Izgovorila si je triletni odlog, v katerem mora ženin sprejeti krščanstvo in ji omogočiti, da v družbi 11.000 devic-spremljevalk opravi romanje v Rim. Device so priromale v Rim in se tam srečale s papežem. Na povratku so se nahajale v Kölnu, ko so mesto napadli Huni. Pomorili so vseh 11.000 devic, Uršulo pa so zaradi njene izredne lepote privedli k hunskemu kralju. Ker ni hotela postati njegova žena, ji je kralj sam v prsi sprožil smrtonosno puščico. Tedaj se je z neba spustilo 11.000 angelov, ki so Hune pregnali. Kristjani Kölna so mučenke pokopali, nad grobom pa postavili cerkev in jo posvetili sv. Uršuli.

## Stvarnost
Legendo so od 9. do 13. stoletja dopolnjevali in jo širili; ima številne, obsežne verzije. Da pa vendarle temelji na resničnem dogodku, da misliti napis najkasneje iz 5., verjetneje pa iz 4. stoletja, vklesan v kamnito ploščo, ki se danes nahaja na južni steni poznogotskega prezbiterija v cerkvi sv. Uršule v Kölnu. Napis ne omenja števila devic in tudi ne imena njihove voditeljice, navaja pa, da je neki Kölnčan, Clematius, dal postaviti cerkev (predhodnico sedanje) tam, kjer so »mlade device za Kristusovo ime prelile svojo kri«. V času Dioklecijanovega preganjanja  kristjanov so bili takšni dogodki pogosti.
Sveto Uršulo upodabljajo kot dekle s krono, s puščico v roki, z mučeniško palmo, z zastavo s križem, s plaščem razprostrtim nad svojimi tovarišicami, z ladjo ob njej (po nekaterih verzijah legende je ladje, na katerih so plula dekleta, vihar zanesel v ustje Rena).
Sveta Uršula je zaščitnica mesta Köln, univerz v Parizu in Ciombri, mladine, učiteljic in vzgojiteljic, trgovcev s suknom, bolnih otrok, priporočajo se ji za dobro poroko in dober  zakon, za mirno smrt. Goduje 21. oktobra.
Tudi Angela Merici, ki je leta 1535 ustanovila redovno družbo za vzgojo deklet, je za zaščitnico ustanove izbrala sv. Uršulo; ustanovila je red uršulink.
Na slovenskem je sv. Uršuli posvečenih več podružniških cerkva, med katerimi je najznamenitejša tista na Uršlji gori.